# Vuelta Ciclista del Uruguay 1977
La 34.ª edición de la Vuelta Ciclista del Uruguay se disputó entre el 1 y el 10 de abril de 1977.

## Etapas
| Etapa  | Fecha       | Recorrido                     | km       | Ganador (equipo)                  |
| 1.ª    | 1 de abril  | Contrarreloj en Montevideo    | 6 (CRI)  | Carlos Alcántara (Policial)       |
| 2.ª    | 2 de abril  | Libertad-Carmelo              | 177,9    | Gregorio Gadea (Santa Bernardina) |
| 3.ª    | 3 de abril  | Carmelo-Mercedes              | 167,5    | Nelson Sosa (Fritsa)              |
| 4.ª    | 4 de abril  | Young-Salto                   | 179,5    | Jorge Carro (Sarandí de Colonia)  |
| 5.ª    | 5 de abril  | Paysandú-Tacuarembó           | 164,5    | Carlos Zárate (Dolores C. C.)     |
| 6.ª    | 6 de abril  | Tacuarembó-Durazno            | 169      | Gregorio Gadea (Santa Bernardina) |
| 7.ª    | 7 de abril  | Florida-Minas                 | 178      | Carlos Alcántara (Policial)       |
| 8.ª    | 8 de abril  | Minas-Rocha                   | 178      | Washington Díaz (Fed. de Rocha)   |
| 9.ª    | 9 de abril  | Rocha-Pan de Azúcar           | 170,9    | Carlos Alcántara (Policial)       |
| 10.ª A | 10 de abril | Contrarreloj en Pan de Azúcar | 30 (CRI) | Carlos Alcántara (Policial)       |
| 10.ª B | 10 de abril | Pan de Azúcar-Montevideo      | 155,7    | Jorge Montiel (Santa Bernardina)  |

### Clasificación individual
| Pos. | Ciclista            | Equipo                 | Tiempo           |
| ---- | ------------------- | ---------------------- | ---------------- |
| 1.º  | Carlos Alcántara    | Club Atlético Policial | 41 h 25 min 46 s |
| 2.º  | Washington Díaz     | Federación de Rocha    | a 2 min 00 s     |
| 3.º  | Adán Mansilla       | Club Ciclista Fénix    | a 2 min 11 s     |
| 4.º  | Anastasio Greciano  | España                 | a 2 min 56 s     |
| 5.º  | Jesús Lindez        | España                 | a 4 min 51 s     |
| 6.º  | Néstor Danilo Berti | Club Atlético Policial | a 5 min 34 s     |
| 7.º  | Juan Ramón Da Silva | Club Ciclista Fénix    | a 6 min 24 s     |
| 8.º  | Washington Fagúndez | Fritsa de Tacuarembó   | a 8 min 05 s     |
| 9.º  | Saúl Alcántara      | Club Atlético Policial | a 10 min 36 s    |
| 10.º | Luis Conde          | Fritsa de Tacuarembó   | a 13 min 03 s    |